# Chauliodontomyia egregia
Chauliodontomyia egregia är en tvåvingeart som beskrevs av Gagne 1969. Chauliodontomyia egregia ingår i släktet Chauliodontomyia och familjen gallmyggor.
Artens utbredningsområde är Venezuela. Inga underarter finns listade i Catalogue of Life.